# Leprosy
Leprosy (přeloženo do češtiny Lepra) je druhé studiové album americké deathmetalové skupiny Death vydané roku 1988 společností Combat Records. Bylo nahráno ve studiu Morrisound Recording v dubnu téhož roku.
Oproti debutovému albu z předchozího roku je znát značný posun ve vyznění a kvalitě. Jedná se o první album skupiny s bubeníkem Billem Andrewsem a zároveň jediné s kytaristou Rickem Rozzem.
V death metalovém speciálu německého hudebního magazínu Rock Hard bylo album uvedeno na první příčce žebříčku 25 nejdůležitějších deathmetalových alb všech dob. Dne 29. dubna 2014 vyšla remasterovaná verze alba s bonusovými skladbami pod vydavatelstvím Relapse Records.

## Seznam skladeb
| Pořadí | Název                      | Délka |
| ------ | -------------------------- | ----- |
| 1.     | Leprosy (Schuldiner)       | 6:19  |
| 2.     | Born Dead                  | 3:25  |
| 3.     | Forgotten Past             | 4:33  |
| 4.     | Left to Die                | 4:35  |
| 5.     | Pull the Plug (Schuldiner) | 4:25  |
| 6.     | Open Casket                | 4:53  |
| 7.     | Primitive Ways (Rozz)      | 4:33  |
| 8.     | Choke on It                | 5:54  |

| Remasterovaný digipak Century Media, 2008 | Remasterovaný digipak Century Media, 2008 | Remasterovaný digipak Century Media, 2008 |
| Pořadí                                    | Název                                     | Délka                                     |
| ----------------------------------------- | ----------------------------------------- | ----------------------------------------- |
| 9.                                        | Open Casket (živě)                        | 4:49                                      |
| 10.                                       | Choke on It (živě)                        | 5:50                                      |
| 11.                                       | Left to Die (živě)                        | 4:35                                      |
| 12.                                       | Pull the Plug (živě)                      | 4:26                                      |
| 13.                                       | Forgotten Past (živě)                     | 4:33                                      |

| Remasterované vydání Relapse Records, 2014, disk 1 | Remasterované vydání Relapse Records, 2014, disk 1 | Remasterované vydání Relapse Records, 2014, disk 1 |
| Pořadí                                             | Název                                              | Délka                                              |
| -------------------------------------------------- | -------------------------------------------------- | -------------------------------------------------- |
| 1.                                                 | Open Casket (Zkouška 09-23-1987)                   | 4:55                                               |
| 2.                                                 | Choke on It (Zkouška 09-23-1987)                   | 6:15                                               |
| 3.                                                 | Left to Die (Zkouška 09-23-1987)                   | 4:41                                               |
| 4.                                                 | Left to Die - Take 2 (Zkouška 09-23-1987)          | 4:34                                               |
| 5.                                                 | Left to Die (Zkouška 12-05-1987)                   | 4:27                                               |
| 6.                                                 | Open Casket (Zkouška 12-05-1987)                   | 4:42                                               |
| 7.                                                 | Pull the Plug (Zkouška 12-05-1987)                 | 4:17                                               |
| 8.                                                 | Choke on It (Zkouška 12-05-1987)                   | 5:37                                               |
| 9.                                                 | Born Dead (Zkouška 12-05-1987)                     | 3:19                                               |
| 10.                                                | Forgotten Past (Zkouška 12-05-1987)                | 4:26                                               |

| Remasterované vydání Relapse Records, 2014, disk 2 | Remasterované vydání Relapse Records, 2014, disk 2                                  | Remasterované vydání Relapse Records, 2014, disk 2 |
| Pořadí                                             | Název                                                                               | Délka                                              |
| -------------------------------------------------- | ----------------------------------------------------------------------------------- | -------------------------------------------------- |
| 1.                                                 | Leprosy (Živě v Backstreets v Rochesteru v New Yorku, 13. prosince 1988)            | 6:24                                               |
| 2.                                                 | Open Casket (Živě v Backstreets v Rochesteru v New Yorku, 13. prosince 1988)        | 4:59                                               |
| 3.                                                 | Zombie Ritual (Živě v Backstreets v Rochesteru v New Yorku, 13. prosince 1988)      | 4:40                                               |
| 4.                                                 | Pull the Plug (Živě v Backstreets v Rochesteru v New Yorku, 13. prosince 1988)      | 4:20                                               |
| 5.                                                 | Left to Die (Živě v Backstreets v Rochesteru v New Yorku, 13. prosince 1988)        | 4:41                                               |
| 6.                                                 | Mutilation (Živě v Backstreets v Rochesteru v New Yorku, 13. prosince 1988)         | 3:40                                               |
| 7.                                                 | Forgotten Past (Živě v Backstreets v Rochesteru v New Yorku, 13. prosince 1988)     | 4:35                                               |
| 8.                                                 | Born Dead (Živě v Backstreets v Rochesteru v New Yorku, 13. prosince 1988)          | 3:23                                               |
| 9.                                                 | Denial of Life (Živě v Backstreets v Rochesteru v New Yorku, 13. prosince 1988)     | 3:24                                               |
| 10.                                                | Primitive Ways (Živě v Backstreets v Rochesteru v New Yorku, 13. prosince 1988)     | 4:22                                               |
| 11.                                                | Infernal Death (Živě v Backstreets v Rochesteru v New Yorku, 13. prosince 1988)     | 4:21                                               |
| 12.                                                | Leprosy (Živě v The Dirt Club v Bloomfieldu v New Jersey, 11. prosince 1988)        | 7:29                                               |
| 13.                                                | Pull the Plug (Živě v The Dirt Club v Bloomfieldu v New Jersey, 11. prosince 1988)  | 4:43                                               |
| 14.                                                | Forgotten Past (Živě v The Dirt Club v Bloomfieldu v New Jersey, 11. prosince 1988) | 4:51                                               |
| 15.                                                | Primitive Ways (Živě v The Dirt Club v Bloomfieldu v New Jersey, 11. prosince 1988) | 4:45                                               |
| 16.                                                | Open Casket (Živě v The Dirt Club v Bloomfieldu v New Jersey, 11. prosince 1988)    | 5:09                                               |
| 17.                                                | Mutilation (Živě v The Dirt Club v Bloomfieldu v New Jersey, 11. prosince 1988)     | 4:29                                               |
| 18.                                                | Infernal Death (Živě v The Dirt Club v Bloomfieldu v New Jersey, 11. prosince 1988) | 3:31                                               |

## Sestava
- Chuck Schuldiner – kytara, vokály [3]
- Rick Rozz – kytara
- Bill Andrews – bicí
- Terry Butler – uveden jako baskytarista, ale na albu se nepodílel